# Jacques Edouard
Jacques Edouard  est un journaliste, poète et écrivain mauricien né le 19 juillet 1964 à l’île Rodrigues.

## Biographie
Primé au concours de la meilleure nouvelle de la Mauritius Broadcasting Corporation en 1980 avec Amoureux de la terre, il fonde trois ans plus avec des amis l’Association Littéraire et Culturelle de Rodrigues.
Créateur de l’hebdomadaire Le Rodriguais en 1989, il l'a dirigé jusqu'en 1996.
Il est actuellement Senior News Editor à la Mauritius Broadcasting Corporation.

## Œuvres

### Livres
- 1985 : Contes de Rodrigues (Éditions de l’Océan Indien), recueil de nouvelles

Des extraits de son recueil de poèmes inédit, Je marcherai dans ton sommeil, ont été publiés dans le quotidien mauricien L’Express dans les années 1990.
- 2023 : Jacqueries  (Regent Press) , recueil de poèmes

### Pièces de théâtre
- 2021 :Margoz ek Makadam, pièce de théâtre sur l’esclavage

### Paroles de chansons
- Se pou sa, hymne aux bâtisseurs, chanson patriotique de Rodrigues